# Comuni della Romania

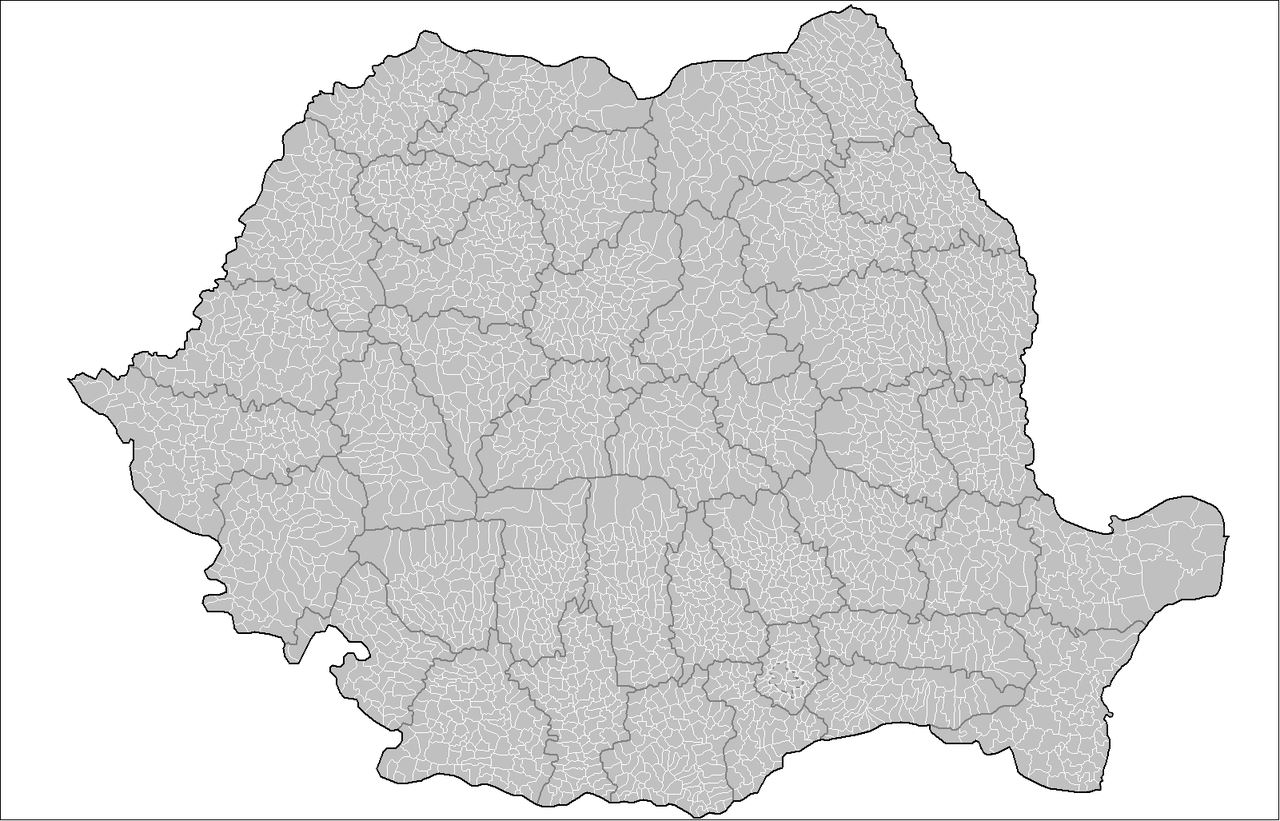
Unità di divisione amministrativa in Romania

I comuni della Romania (in rumeno: comunele, sing. comună) costituiscono la suddivisione amministrativa di secondo livello del Paese, dopo i distretti; come questi ultimi, sono contemplati dalla Costituzione.
I comuni rumeni ammontano a 2861, di cui 103 sono classificati come municipi e 217 come città; la popolazione varia dai 2 106 000 abitanti di Bucarest ai 122 del comune più piccolo, Bătrâna.
Non esiste una regolamentazione univoca in ordine all'attribuzione del titolo di città: in generale, tale status viene conferito ai comuni relativamente urbanizzati, anche con popolazione inferiore ai 10 000 abitanti, in modo che possano esercitare forme più ampie di autonomia a livello locale.
Ogni comune è amministrato da un sindaco (primar in lingua rumena). Un comune è formato da uno o più villaggi, che tuttavia non hanno funzioni amministrative proprie. I comuni, come le città, corrispondono al V livello di suddivisione NUTS dell'Unione europea.